# Борак Брдо
Борак Брдо је насељено мјесто у општини Ново Горажде, Република Српска, БиХ. Према попису становништва из 2013. године, у насељу је живјело 34 становника.

## Становништво
| Националност | 1991. | 1981. | 1971. | 1961. |
| Срби         | 22    | 38    | 82    | 100   |
| непознато    |       |       |       | 1     |
| Укупно       | 22    | 38    | 82    | 101   |

| Демографија | Демографија | Демографија |
| Година      | Становника  | Становника  |
| ----------- | ----------- | ----------- |
| 1961.       | 101         |             |
| 1971.       | 82          |             |
| 1981.       | 38          |             |
| 1991.       | 22          |             |
| 2013.       | 34          |             |